# Кардо

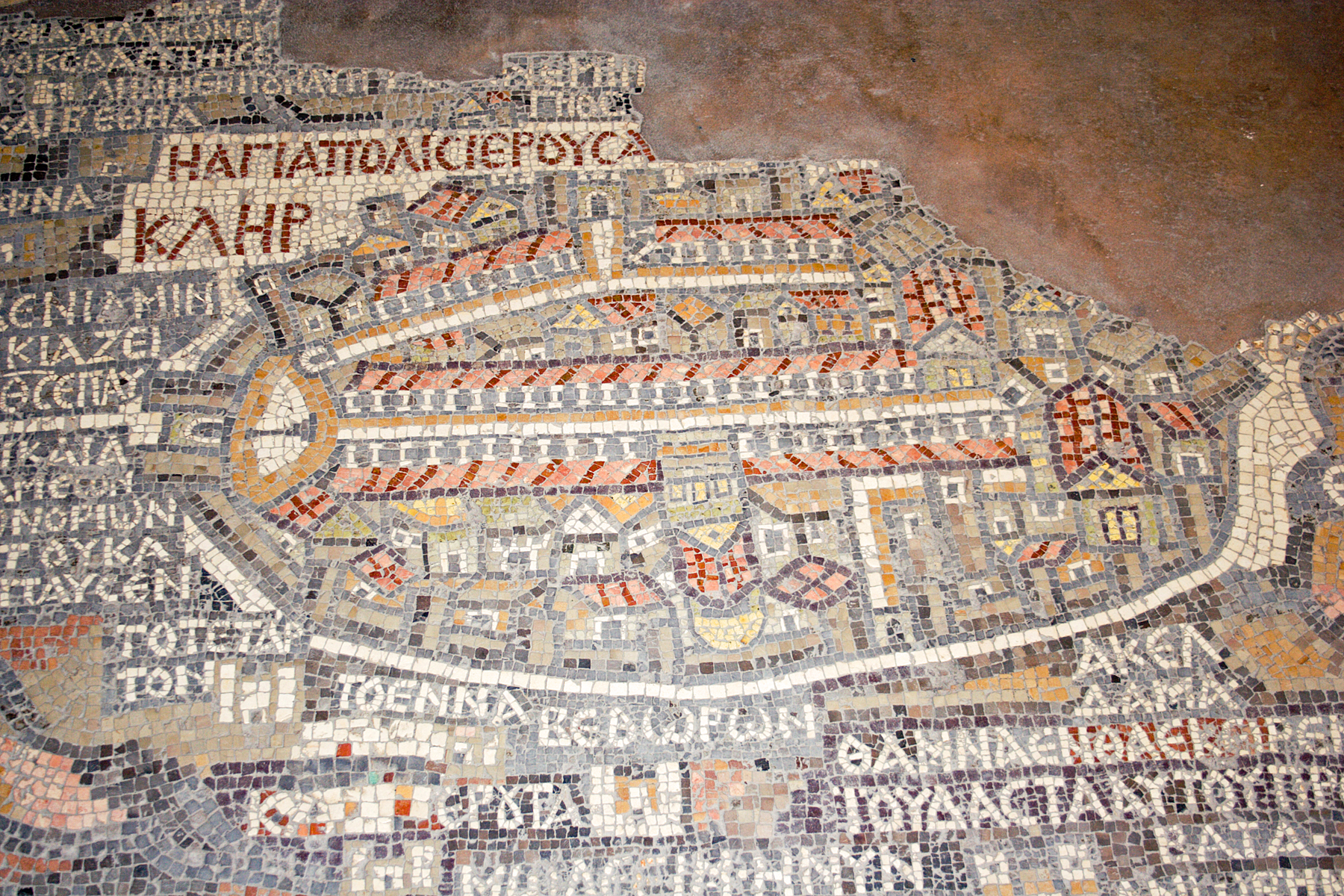
Кардо в Єрусалимі на Мозаїковій мапі з Мадабу

31°46′30″ пн. ш. 35°13′51″ сх. д. / 31.77493056° пн. ш. 35.23091667° сх. д.
Кардо (лат. Cardo, Cardus) — у Римській імперії вулиця, орієнтована з півночі на південь. В центрі міста перетинається з Декуманусом — вулицею, орієнтованою зі сходу на захід. Основна Кардо у місті називалася Кардо Максимус (лат. Cardus Maximus) і була, як правило, головною вулицею, центром економічного життя.

## Кардо в Парижі
Cardo maximus у Парижі це північно-південна вісь, що перетинає місто від гори Святої Женев'єви, проходить вулицею Сен-Жак до терм Клюні, потім перетинає Сену та острів Сіте по вулиці Сіте й далі проходить вулицею Сен-Мартен. Інше кардо в Парижі — це бульвар Сен-Мішель.